# Lucca Comics & Games 2013
Lucca Comics & Games 2013 è stata la ventottesima edizione di Lucca Comics & Games che si è tenuta dal 31 ottobre al 3 novembre 2013, sviluppandosi come di consueto nell'arco di quattro giorni. Le mostre allestite presso Palazzo Ducale sono invece state aperte dal 19 ottobre al 3 novembre.

## Presentazione dell'evento

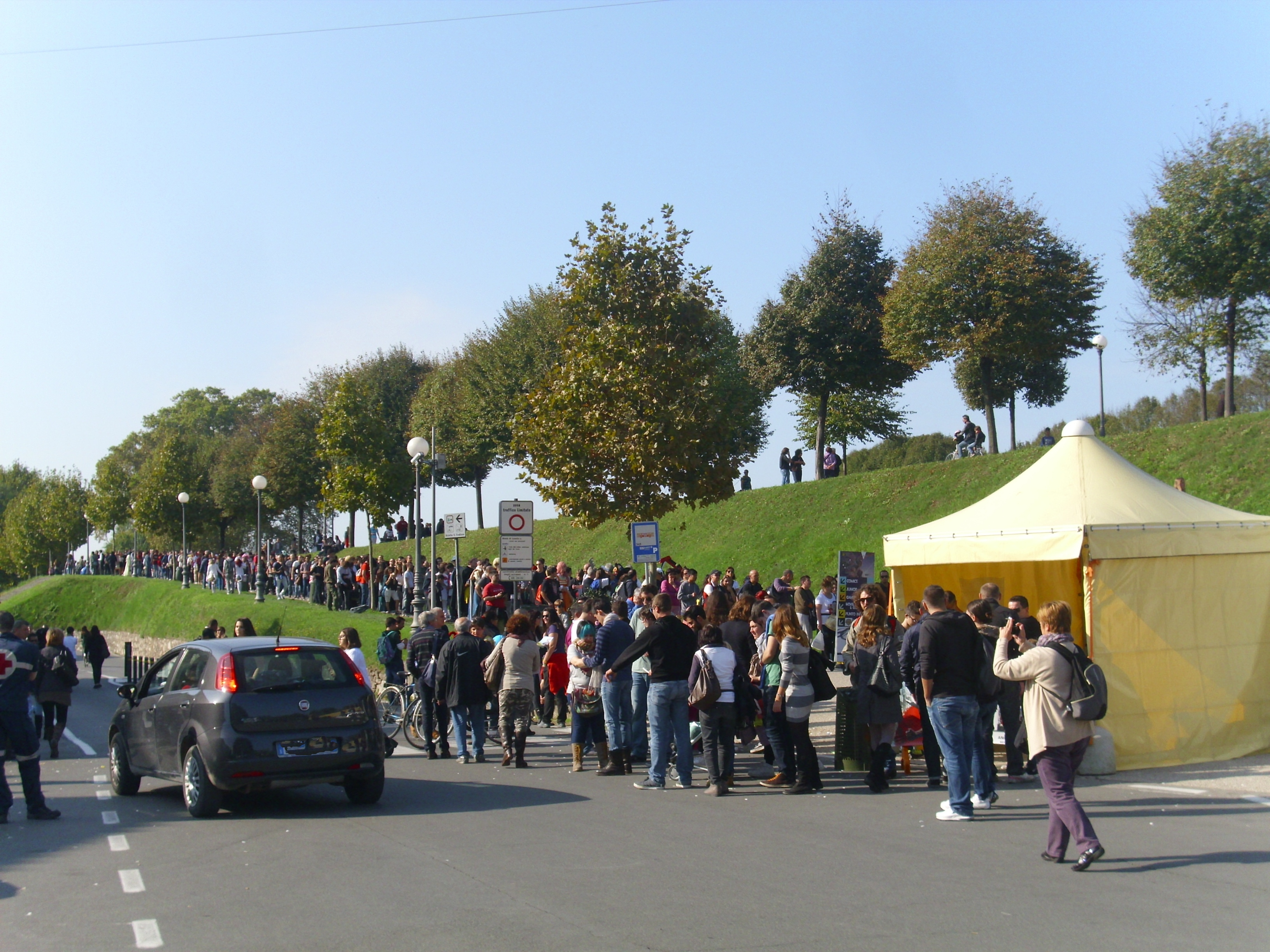
La coda per il biglietto in piazza Santa Maria, nel venerdì pomeriggio.

Le date di questa edizione sono state ufficializzate a dicembre 2012, dopo che era stata "scongiurata" la profezia maya sulla fine del mondo che aveva rappresentato uno degli slogan dell'edizione del 2012. L'edizione del 2013 è stata quindi presentata ufficialmente il 23 luglio 2013 in una conferenza stampa a cui ha presenziato anche il sindaco Alessandro Tambellini al fianco dei vertici dell'organizzazione di Lucca Comics & Games.
In questa occasione è stato annunciato che il motto della fiera sarebbe stato "Questione di Stile", anche in conseguenza dell'accordo stretto dall'organizzazione con la fondazione Ferragamo. Durante la conferenza stampa è stata inoltre svelata la locandina dell'evento, realizzata dal team creativo Riot Games: rappresenta una donna vestita di scuro, dichiaratamente ispirata al personaggio di Pris, l'androide interpretato dall'attrice Daryl Hannah nel film Blade Runner, stagliata sullo sfondo di un baluardo delle mura di Lucca.
Per permettere l'ampliamento dell'area espositiva della fiera sono stati occupati nuovi spazi nella città. Un nuovo padiglione (occupato da Disney e Marvel Italia) viene inserito in Piazza San Romano, mentre sul Baluardo San Paolino, vicino alla zona del palco, si aggiunge un nuovo padiglione, il Personal Gamer di GameStop. Il padiglione di Piazza San Michele quest'anno è gestito dalla Warner Bros.

## Eventi principali

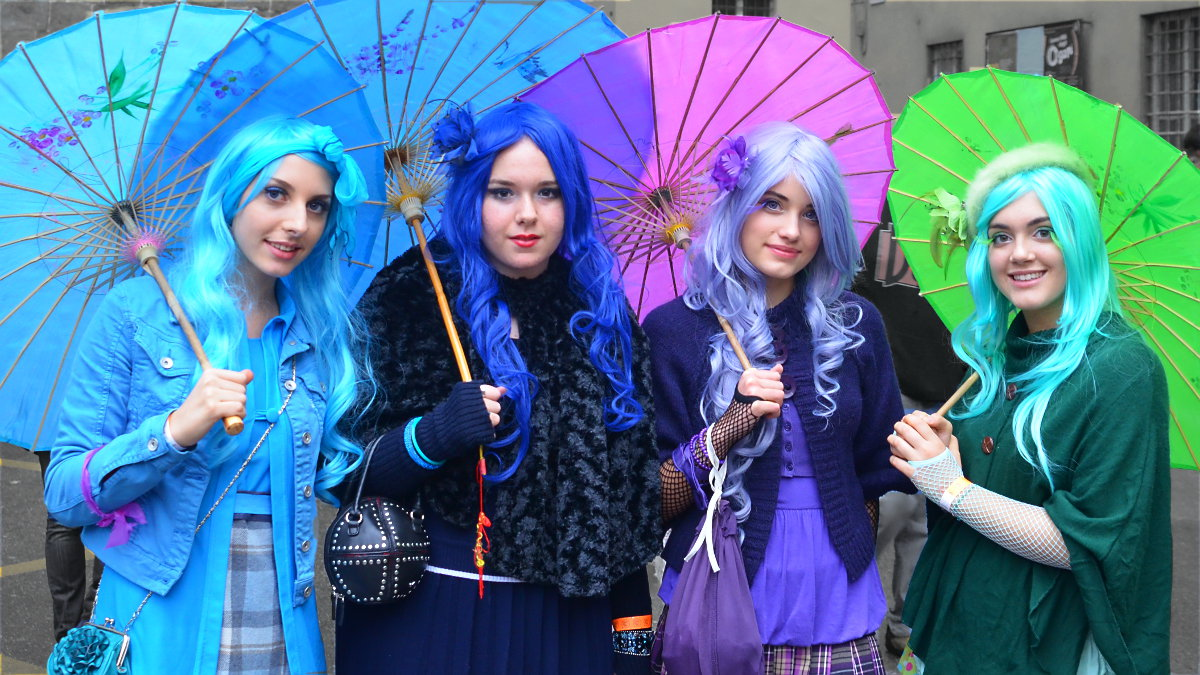
Cosplayer a Lucca Comics & Games 2013.

L'attività culturale dell'area Comics della fiera si è sviluppata in circa centosessanta eventi in sei differenti sale. Tra questi Comics Talk VIII, Banghete! Incontri con il fumetto italiano, Comics & Science, Cento di queste nuvolette, Lavorare col fumetto e Webseries for dummies. Una delle principali novità di quest'edizione è stata la Comics Artist Area, un nuovo padiglione in cui i disegnatori e gli autori si sono alternati per disegnare bozzetti e incontrare il pubblico.
Uno dei principali ospiti della fiera è stato invece Hermann, fumettista belga, autore de Le Torri di Bois-Maury, che è stato protagonista di showcase e di una mostra personale a lui dedicata. Sono stati inoltre ospiti dell'evento il graphic journalist Guy Delisle e Terry Moore, fumettista indipendente statunitense, oltre a vari esponenti del fumetto giapponese come Inio Asano (Buonanotte, Punpun), Kengo Hanazawa (I Am a Hero) e Miki Yoshikawa (Yamada-kun e le 7 streghe).
Nel 2013, la sezione Games ha compiuto vent'anni e per celebrare la ricorrenza Marco Soresina ha realizzato due brevi cortometraggi in computer graphic che vedono protagonista Grog, la mascotte di Lucca Games, tra l'altro oggetto anche di un restyling da parte dello stesso Soresina. Per la sezione Luk for Fantasy sono stati ospiti numerosi autori di genere fantasy come Andrzej Sapkowski, Licia Troisi, Barbara Baraldi, Elisa S. Amore, di genere horror come Jonathan Carroll e di genere storico come Valerio Massimo Manfredi. È stato inoltre ospite il designer francese Stephan Martiniere, protagonista di una mostra a lui dedicata presso Palazzo Ducale. In occasione del ventesimo anniversario di Magic: l'Adunanza sono stati inoltre invitati Rob Alexander, Steve Argyle e Jason Felix.
L'area Music dell'evento invece ha compiuto il decimo anniversario e sono stati invitati per l'occasione vari cantanti "storici" di sigle di cartoni animati. Il concerto di Cristina D'Avena, che per l'occasione ha presenta il suo album 30 e poi... - Parte seconda, accompagnata dai Gem Boy, ha riunito davanti al palco quindicimila spettatori.

## Resoconto

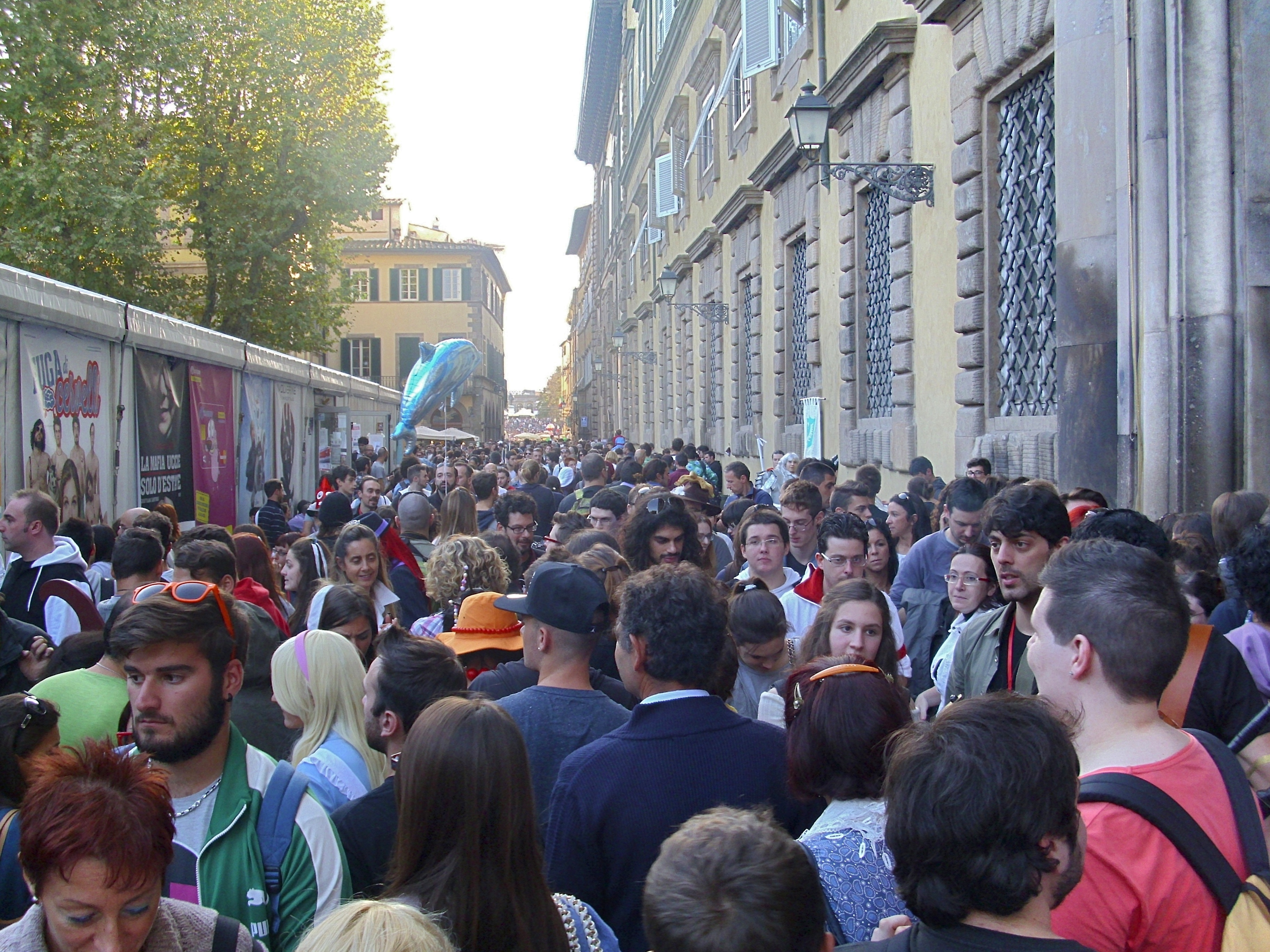
Folla in piazza Napoleone.

L'edizione del 2013 ha battuto ogni precedente record di presenze. Sui dati ufficiali è stato riportato che sono stati venduti 217 646 biglietti (incluse le presenze giornaliere degli abbonamenti), con picchi di oltre 70 000 presenze nelle giornate di venerdì 1 e sabato 2 novembre, e se si conteggiano gli accrediti si raggiungono le 264 454 presenze totali. Inoltre l'organizzazione ha stimato una presenza totale, compresi i non paganti che hanno visitato le mostre e partecipato agli eventi gratuiti, di 380 000 visitatori. L'incasso totale registrato dall'organizzazione alla fine dei quattro giorni è stato di 3504470,18 €, a fronte di una spesa di 2721852,97 €.
L'elevato numero di visitatori, unitamente al maltempo, ha provocato alcuni disagi particolarmente nelle giornate di venerdì e sabato. In particolar modo si sono registrati ingorghi automobilistici nei pressi della città e difficoltà di accesso in alcuni padiglioni.
Si è inoltre registrata una grande quantità di irregolarità fiscali. Fra gli stand ed i negozi a tempo (da cui comunque l'organizzazione aveva preventivamente preso le distanze), secondo quanto dichiarato dalla guardia di finanza l'82% dei venditori non ha rilasciato regolare scontrino fiscale. In particolar modo nei negozi a tempo sono stati sequestrati anche numerosi prodotti contraffatti.

## Aree della fiera

### Area Comics

#### Ospiti

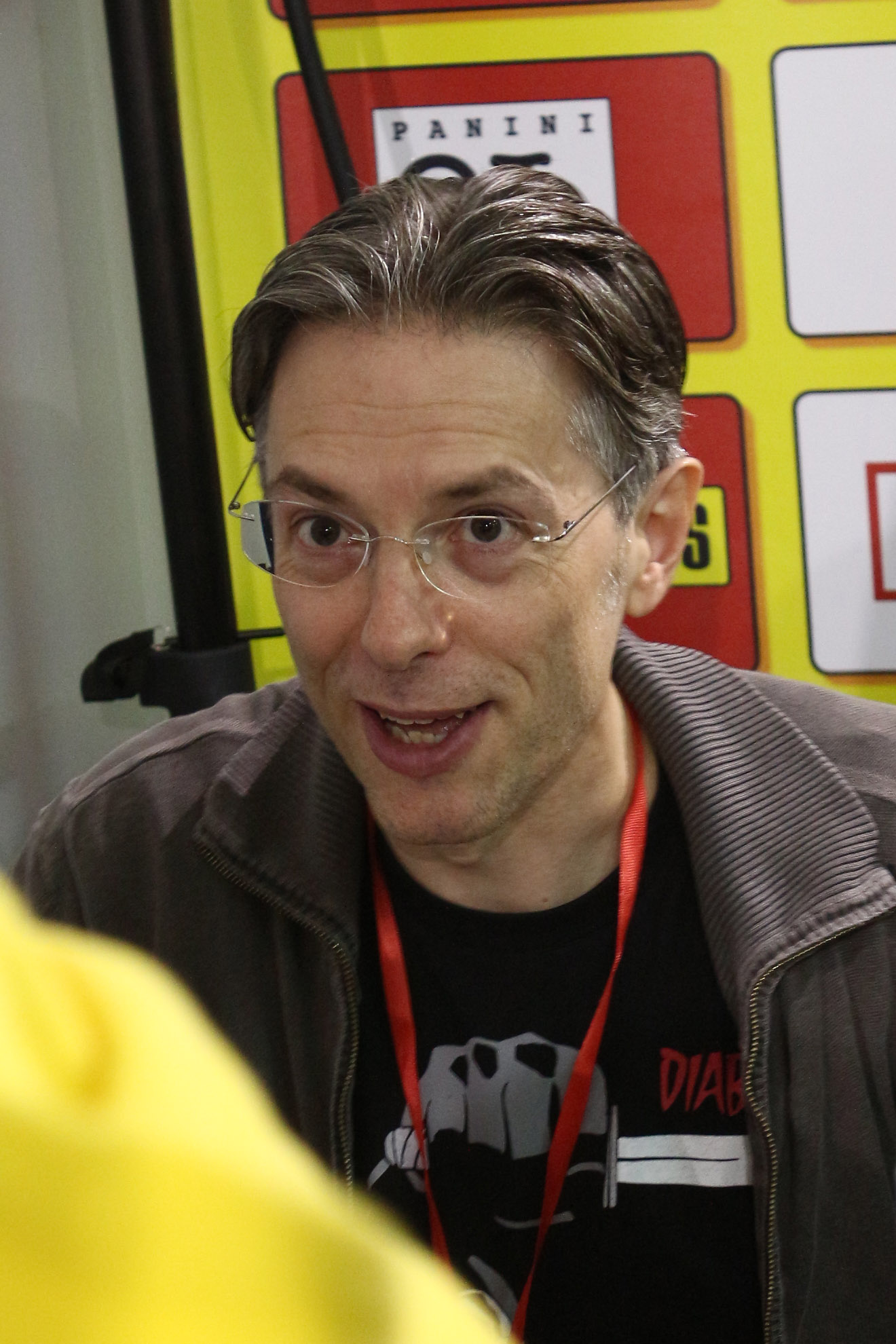
Leo Ortolani.

- Horacio Altuna (autore argentino di El Loco Chavez e Las puertitas del Senor Lopez)
- Inio Asano (autore di fumetti giapponese)
- Didier Conrad (disegnatore di fumetti francese, autore di Asterix chez les pictes)
- Paolo Cossi (autore di fumetti)
- Guy Delisle (animatore e graphic novelist canadese)
- Giulio De Vita (disegnatore e storyboarder)
- Enrique Fernández (storyboarder e autore di Aurore di provenienza spagnola)
- Jean Yves Ferri (sceneggiatore francese, autore di Asterix chez les pictes)
- Kengo Hanazawa (autore di fumetti giapponese)
- Hermann (autore di fumetti belga)
- Nicolas Keramidas (autore di fumetti francese)
- David Lloyd (autore di fumetti statunitense, creatore di V for Vendetta)
- Giulio Macaione (fumettista italiano)
- Julie Maroh (autrice di fumetti francese)
- Miguel Ángel Martín (autore di fumetti spagnolo)
- Rutu Modan (autrice di fumetti israeliana)
- Terry Moore[23] (autore di fumetti statunitense)
- Leo Ortolani (autore di fumetti, creatore di Rat-Man)
- Ignazio Piacenti (autore di fumetti e illustratore)
- Abhishek Singh (regista di film d'animazione indiano)
- Tebò (autore di fumetti francese)
- Simon Tofield (disegnatore britannico, creatore di Simon's Cat)
- Cédric Villani (matematico francese)
- Miki Yoshikawa (autrice di fumetti giapponese)

#### Comics Artist Area
La Comics Artist Area è stato un nuovo padiglione istituito in Piazza San Romano, in cui a rotazione un numero di illustratori, fumettisti ed artisti si sono alternati per incontrare il pubblico. Di seguito l'elenco degli artisti che hanno partecipato.
- Luca Bertelè
- Francesco Biagini
- Paolo Bisi
- Giuseppe Cafaro
- Eleonora Carlini
- Elena Casagrande
- Leonardo Colapietro
- Matteo Cremona
- Andrea Del Campo
- Eleonora Dea Nanni
- Alessandro Fusari
- Enrico Galli
- Fabrizio Galliccia
- Nicola Genzianella
- Davide Gianfelice
- Gianluca Gugliotta
- Claudia Iannicello
- Stefano Landini
- Mauro Laurenti
- Luca Maresca
- Paolo Pantalena
- Ignazio Piacenti
- Sara Pichelli
- Pasquale Qualano
- Paola Ramella
- Fabrizio Russo
- Marco Santucci
- Walter Trono

#### Mostre
- "Dress Code"
  - Mostra dedicata a sette eroine del fumetto: Eva Kant, Valentina, Catwoman, la Donna Invisibile, Fujiko Mine, Satanik e Wonder Woman, presso Palazzo Ducale.
- "Hermann, un maestro dal Belgio"
  - Mostra monografica su Hermann, presso Palazzo Ducale.
- "Sulle tracce di Guy Delisle
  - Mostra monografica su Guy Delisle, presso Palazzo Ducale.
- "Giulio De Vita, un italiano alla corte di Thorgal"
  - Mostra monografica su Giulio De Vita, presso Palazzo Ducale.
- "Women's Power - Terry Moore e le sue donne invincibili"
  - Mostra monografica su Terry Moore, presso Palazzo Ducale.
- "Ferragamo: Moda a fumetti – La nascita di un sogno"
  - Mostra delle tavole originali del fumetto La nascita di un sogno di Frank Espinosa.
- "Ferragamo: Moda a fumetti – Comicsjam"
  - Esposizione dei disegni realizzati in occasione della ComicsJam della Fondazione Ferragamo, presso la Chiesa di Santa Maria dei Servi.

#### Gran Guinigi
I premi "Gran Guinigi" sono stati consegnati durante la serata del 1º novembre nell'Auditorium San Romano. I titoli vincitori sono stati selezionati fra 198 candidati da una giuria composta da Daniele Barbieri (studioso di fumetto e presidente di giuria), Antonio Amatulli (psicologo, curatore di Lucca Comics), Mauro Bruni (Esperto di fumetto e curatore delle mostre di Lucca Comics & Games) e dai due fumettisti Fabio Civitelli e Zerocalcare.
- Miglior fumetto seriale: Saga 1 di Brian K. Vaughan e Fiona Staples – Bao Publishing
- Miglior serie breve: L'orrore di Dunwich in L'orrore e altre storie – Howard Phillips Lovecraft di Joe R.Lansdale e Peter Bergting – Edizioni BD
- Miglior storia lunga: La memoria dell'acqua – Mathieu Reynès, Valérie Vernay – Tunué
- Project Contest: La città dei cuori innocenti di Silvia Vanni
- Self Area / Miglior autoproduzione: Mammaiuto
- Premio Speciale della Giuria: Topolino
- Premio Stefano Beai: Le lezioni perdute di Hugo Pratt - Mompracem
- Miglior Disegnatore: Giuseppe Palumbo
- Miglior Autore Unico: Rutu Modan
- Miglior Sceneggiatore: Paolo Barbato
- Maestro del Fumetto: Silver

### Area Games

#### Ospiti

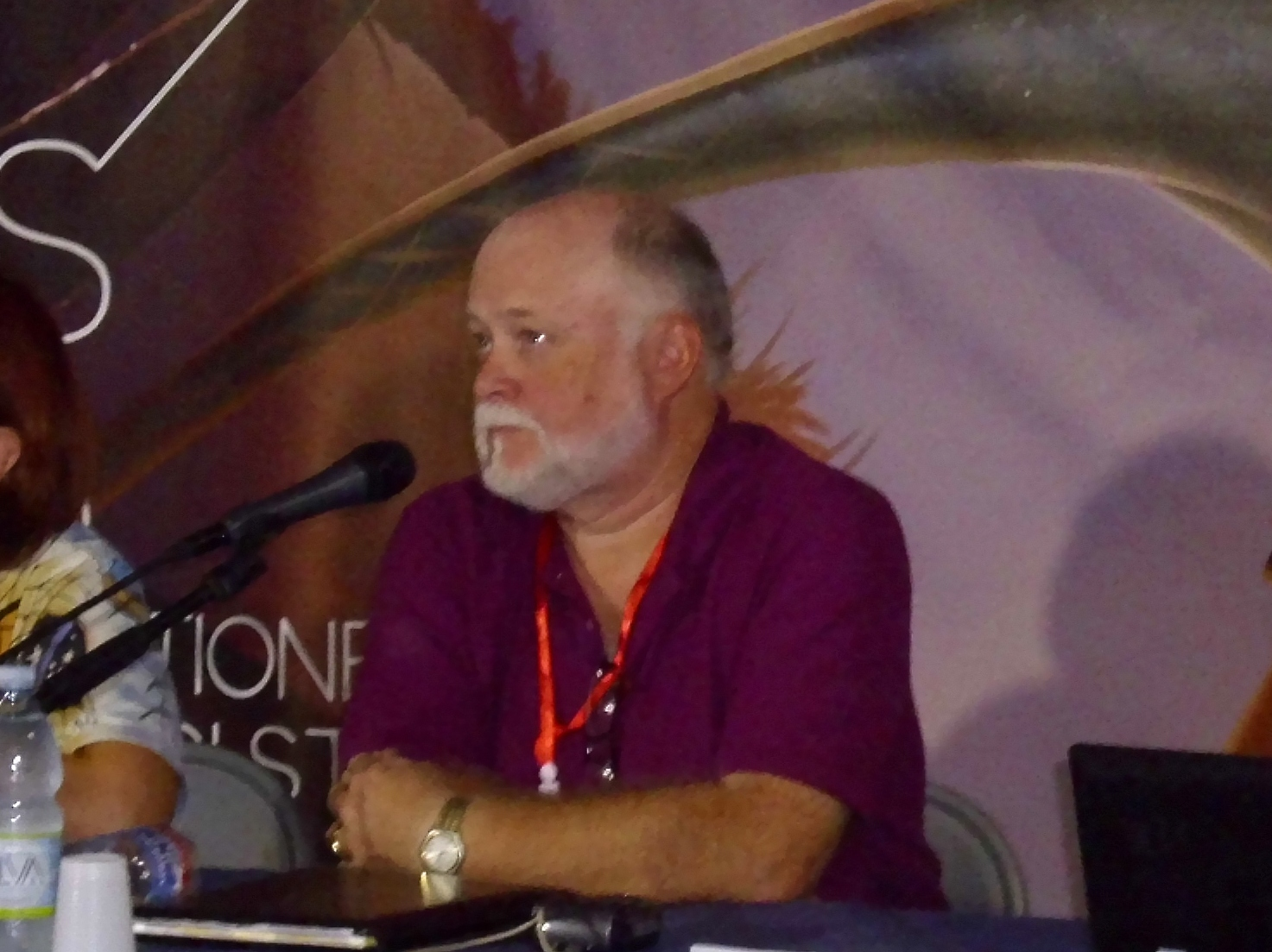
Lo scrittore e game designer Bruce Heard durante una conferenza.

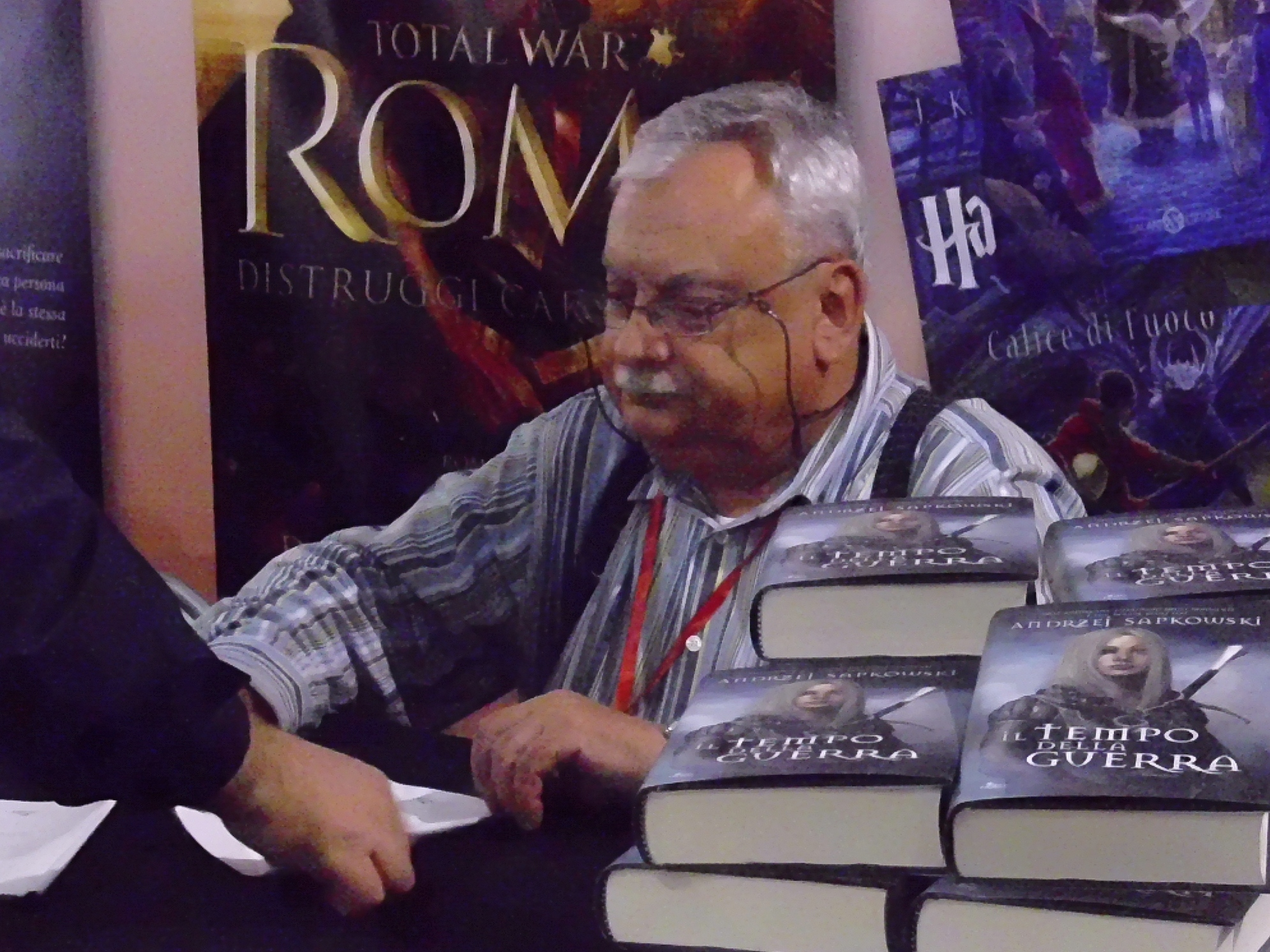
Lo scrittore polacco Andrzej Sapkowski durante un incontro con il pubblico.

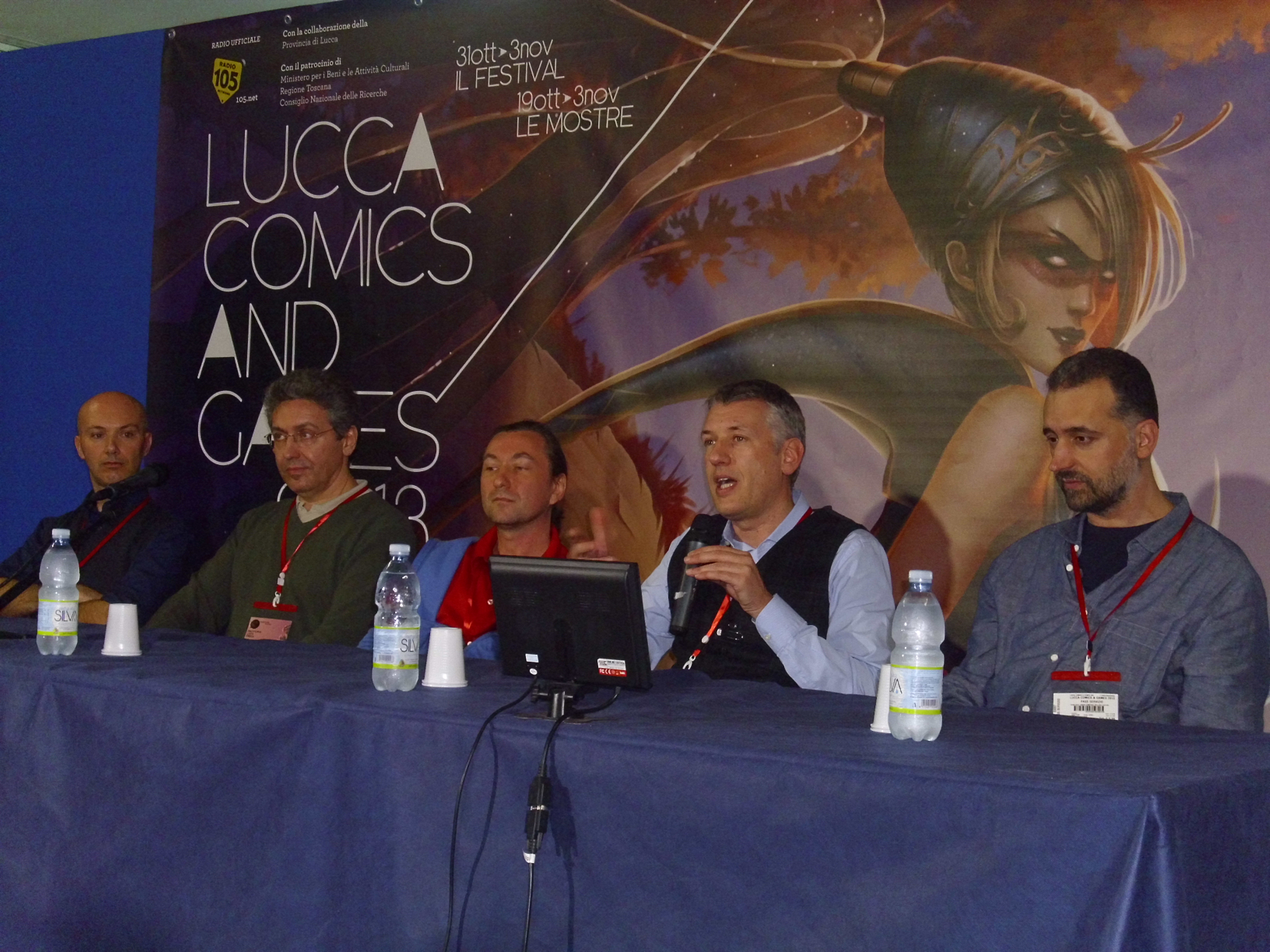
Conferenza sul gioco di ruolo di Dragonero, con Luca Enoch, Stefano Vietti e Giancarlo Olivares.

- Rob Alexander (autore canadesedelle illustrazioni di Magic: l'Adunanza)
- Elisa S. Amore (scrittrice)
- Steve Argyle (illustratore per giochi di ruolo statunitensi)
- Roberto Arduini (giornalista, saggista, presidente dell'Associazione romana studi Tolkieniani)
- Barbara Baraldi (scrittrice)
- Mario Barbati (editore di giochi e game designer)
- Paolo Barbieri (illustratore)
- Marco Bianchini (autore di fumetti)
- Giovanni Bosio (modellista e miniaturista)
- Veronica Burichetti (illustratrice)
- Marie Cardouat (illustratrice per ragazzi francese)
- Jonathan Carroll (scrittore horror statunitense)
- Immanuel Casto (musicista e cantante, ideatore del gioco di carte Squillo)
- Linda Cavallini (illustratrice)
- Silvia Cucchi (illustratrice)
- Valeria De Caterini (illustratrice)
- Francesco Dimitri (autore di saggi, romanzi e fumetti)
- Luca Enoch (autore di fumetti)
- Ilaria Facchi (autrice di web-comic)
- Francesco Falconi (scrittore)
- Ilaria Falorsi (illustratrice)
- Jason Felix (illustratore statunitense di Magic: l'Adunanza)
- Luca Franchini (telecronista wrestling)
- Giampaolo Frizzi (pittore)
- Elisabetta Giulivi (illustratrice)
- Francesco Gungui (scrittore)
- Bruce Heard (autore e designer di vari giochi di ruolo francese, fra cui Dungeons & Dragons)
- Eric M. Lang (designer canadese di giochi di ruolo, come World of Warcraft e le ambientazioni de Il Trono di Spade)
- Gisella Laterza (scrittrice)
- Valerio Massimo Manfredi (scrittore)
- Maurizio Manzieri (copertinista di narrativa fantastica)
- Simone Massoni (illustratore)
- Lucia Mattioli (illustratrice)
- Adam Murgia (art director statunitense, a capo di Riot Games)
- No Curves (artista)
- Dany Orizio (illustratore)
- Emanuela Pacotto (doppiatrice)
- Cosimo Lorenzo Pancini (autore e colorista digitale)
- Lucio Parrillo (illustratore)
- Leonardo Patrignani (doppiatore)
- Michele Posa (telecronista wrestling)
- Fabrizio Pucci (doppiatore)
- Emma Romero (scrittrice)
- Yoot Saito (Game designer giapponese, creatore tra l'altro di Sim Tower)
- Vanni Santoni (scrittore e giornalista)
- Andrzej Sapkowski (scrittore polacco, autore della saga di Geralt di Rivia)
- Andrew Silver (designer statunitense, concept artist di Riot Games)
- Stephen Silver (disegnatore statunitense, creatore di Kim Possible)
- Joshua Brian Smith (Autore del poster di Lucca Comics 2013, di Riot Games)
- Marco Soresina (illustratore e animatore 3D)
- Melissa Spandri (illustratrice)
- Edoardo Stoppacciaro (doppiatore)
- Luca Strati (illustratore)
- Luca Tarenzi (scrittore)
- Claudio Testi (filosofo e saggista)
- Licia Troisi (scrittrice, autrice della trilogia Cronache del Mondo Emerso)
- Francesco Vairano (doppiatore)
- Ivan Venturi (sviluppatore di videogiochi)
- Fabrizio Vidale (doppiatore)
- Stefano Vietti (autore di fumetti)
- Wu Ming 4 (scrittore)
- Luca Zontini (illustratore)

#### Mostre

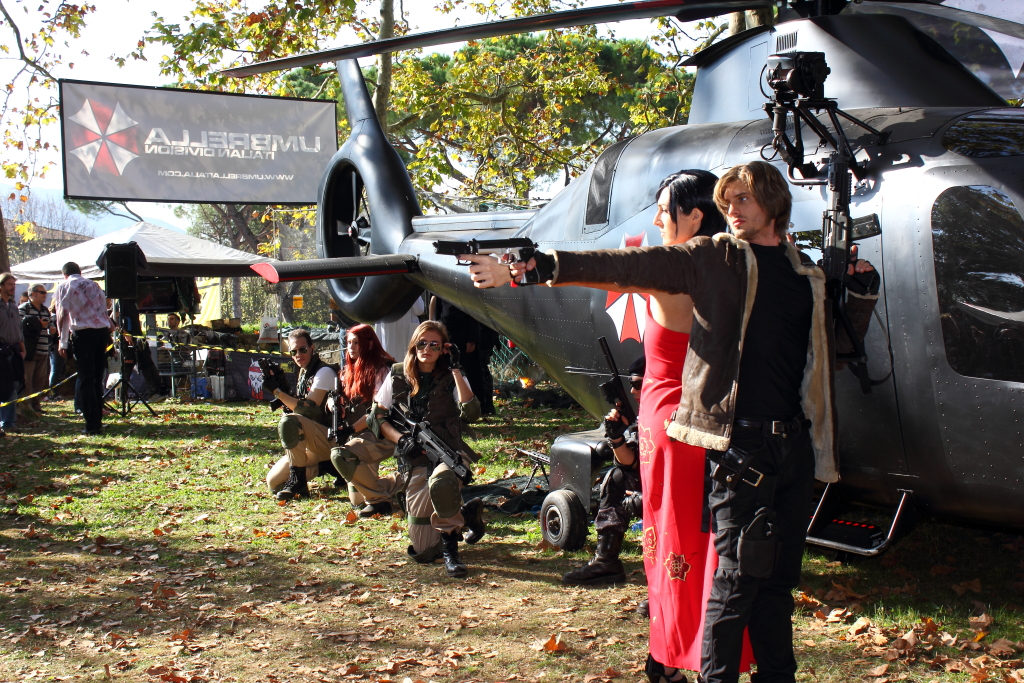
Cosplayer dei personaggi di Resident Evil nello spazio allestito dalla Umbrella Corporation Italia.

- "Bruce Heard: il giro del mondo in 36 livelli"
  - Mostra monografica su Bruce Heard, presso Palazzo Ducale.
- "Dragonero: dall'Erondar a Lucca"
  - Mostra dedicata al romanzo a fumetti Dragonero, tenuta presso il salone di Lucca Games.
- "Stephan Martinière: L'immaginazione senza confini"
  - Mostra monografica su Stephan Martinière, presso Palazzo Ducale.
- "Dieci anni di Sine Requie"
  - Mostra di illustrazioni ispirate al gioco di ruolo Sine Requie, presso l'Area Games.

#### Gioco dell'anno
Gioco dell'anno 2013: Augustus di Paolo Mori, Oliphante
Gioco di ruolo dell'anno 2013: Rogue Trader di Ross Watson, Giochi Uniti
Miglior gioco inedito 2013: Pirati in vacanza di Luca Bellini
Premio speciale per la miglior grafica: Pirati in vacanza di Luca Bellini
Best of Show alla carriera: Spartaco Albertarelli

### Area Junior

#### Ospiti
- Beatrice Alemagna (illustratrice per ragazzi spagnola)
- Fabrizio Altieri (scrittore nello spettacolo Meleré, la musica bambina)
- Teo Benedetti (redattore, grafico, ghostwriter e blogger)
- Beatriz Bermudez Parrado (illustratrice, scultrice e graphic designer spagnola)
- Maurizio Biagioni (attore e regista)
- Paolo D'Altan (illustratore, giurato per il concorso Lucca Junior)
- Erika De Pieri (autrice e illustratrice per bambini)
- Raimondo Della Calce (animatore e regista)
- Simone Dini Gandini (Autore di libretti d'opera e testi per burattini)
- Francesco Filippi (autore di animazione e cortometraggi)
- Massimo Mattarelli (graphic designer)
- Luca Montagliani (autore di fumetti e fondatore della Genoa Comics Academy di genova)
- Sandro Natalini (illustratore)
- Della Passarelli (fondatrice della casa editrice Sinnos)
- Andrea Pau (scrittore per ragazzi)
- Mariagrazia Petrino (autrice di fumetti)
- Rita Petruccioli (illustratrice)
- Teresa Porcella (progettista ed editor)
- Cecilia Randall (scrittrice)
- Ivan Ricci (illustratore)
- Marco Simoni (illustratore nello spettacolo Meleré, la musica bambina)
- Livio Sossi (esperto di letterature per l'infanzia, editore e illustratore, presidente della giuria del concorso Lucca Junior)
- Lucia Vaccarino (scrittrice per ragazzi e autrice televisiva)

#### Mostre
- "Beatrice Alemagna, illustr-autrice"
  - Mostra monografica su Beatrice Alemagna, presso Palazzo Ducale.
- "Mura Maestre. Viaggio illustrato tra muri, pareti e confini"
  - Esposizione delle tavole selezionate al VII Concorso Lucca Junior per Illustratori e Fumettisti, presso l'Auditorium San Romano.
- "Paper Toy Enjoy"
  - Mostra di "paper toy" ispirati a personaggi di fumetti e videogiochi, presso l'Area Junior.

### Area Music & Cosplay

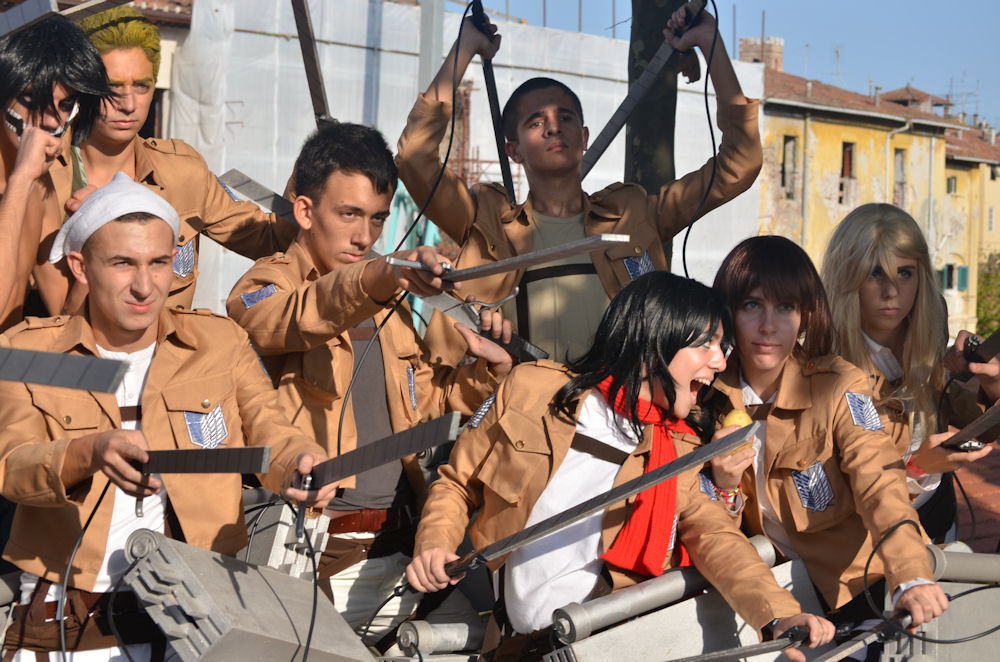
Cosplayer de L'attacco dei giganti.

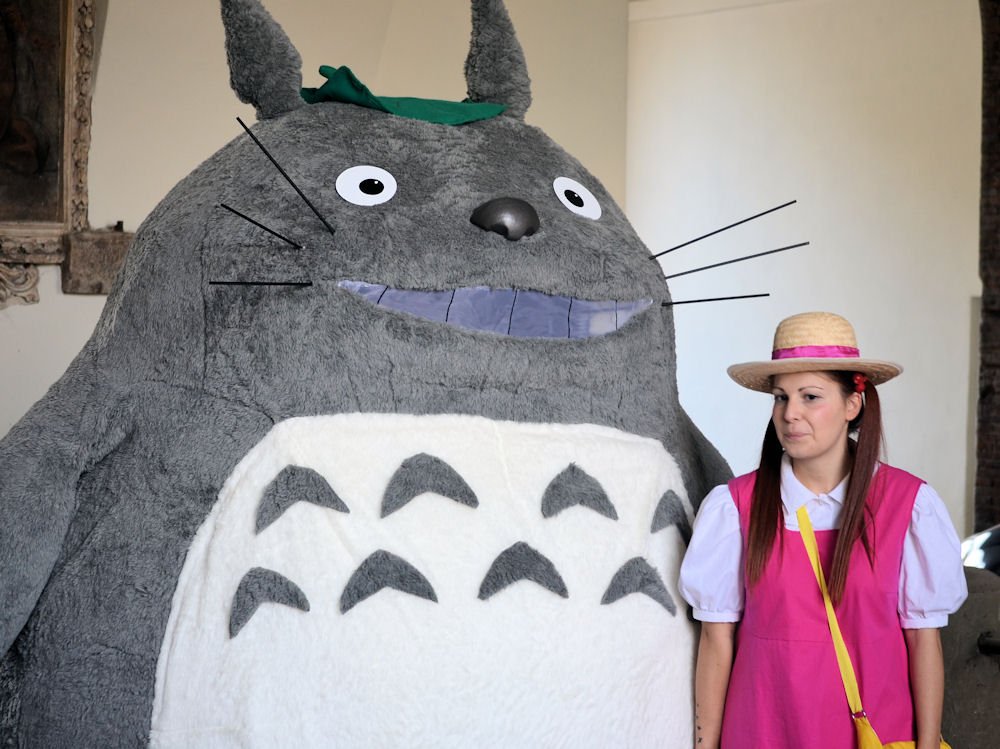
Cosplayer di Il mio vicino Totoro.

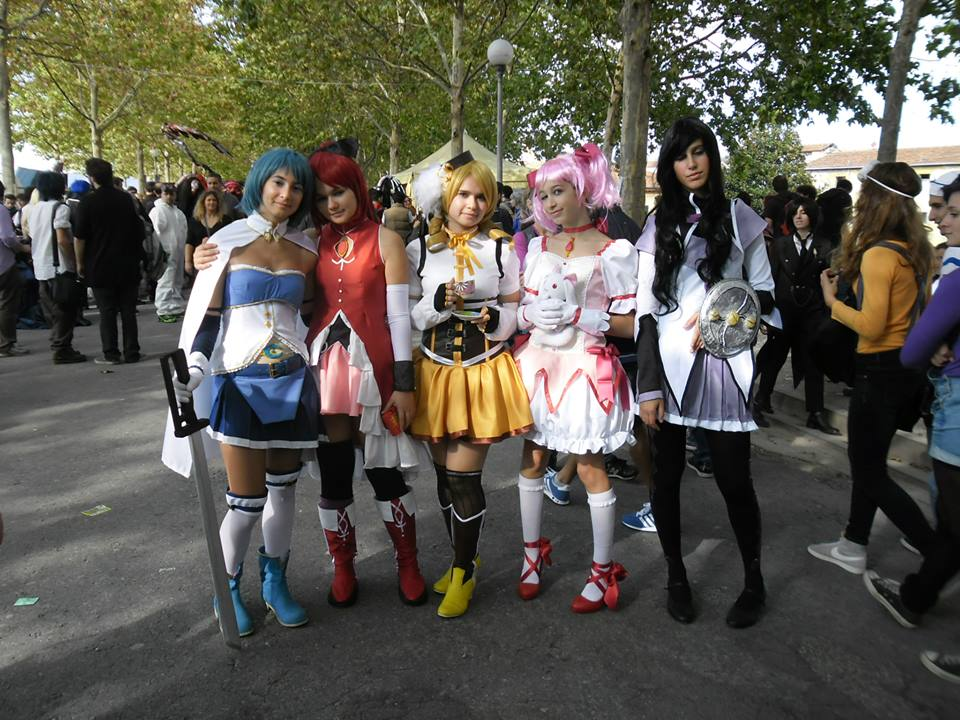
Cosplayer di Puella Magi Madoka Magica.

#### Ospiti
- Al Vin Star (Cartoon Cover Band)
- Andrea Agresti (cabarettista, cantante e scrittore)
- Bananasplit (Cartoon Cover band)
- Paolo Bacilleri (autore di fumetti)
- Blue Klein - The Jazz Travelling Band (cover band)
- Alex Bellondi (musicista)
- Cartoni in faccia (cartoon cover band)
- Maura e Manuela Cenciarelli (doppiatrici)
- Chronos (gruppo musicale visual kei)
- Cristina D'Avena (cantante di sigle mediaset)
- . db. day's band (gruppo musicale a supporto di Andrea Agresti e Clara Serina)
- Dorian Gray (gruppo musicale)
- Final Fantasy Italian Project (cartoon cover band)
- Freeway (cartoon cover band)
- Gem Boy (gruppo musicale di supporto a Cristina D'Avena)
- Mauro Goldsand (compositore di sigle)
- K-Ble Jungle (duo musicale j-pop)
- Kengishū Kamui (gruppo di artisti di spada)
- Libero Coro Bonamici (gruppo musicale)
- Mika Kobayashi (cantante giapponese)
- Claudio Maioli (musicista, compositore di sigle)
- Master K (cantante j-rock)
- Fabrizio Mazzotta (doppiatore)
- Douglas Meakin (cantante dei Superobots)
- Maurizio Merluzzo (presentatore gara cosplay)
- Miwa e i suoi componenti (cartoon cover band)
- Veronica Niccolai (scrittrice)
- Notevolmente (cartoon cover band)
- Alberto Olivero (attore e doppiatore)
- Andrea Orbolo (musicista)
- Luca Panzieri (presentatore gara cosplay)
- Davide Piaggio (musicista)
- Piccola Orchestra Animata (cartoon cover band)
- Raggi Fotonici (gruppo musicale)
- Clara Serina (cantante de i Cavalieri del Re)
- Shin Bishoonen (cartoon cover band)
- Daniele Silvestri (cantautore)
- The Soul Men - BB Band (cover band)
- Alberto Tadini (musicista, autore e cantante di sigle)
- Ufo Rock Band (cartoon cover band)
- Tokyo Dolores (pole dancer)
- Giorgio Vanni e i figli di Goku (cantante e autore di sigle mediaset)
- Yattaband (cartoon cover band)

#### Concerti e spettacoli
- "Al Vin Star live Concert"
  - Concerto della cartoon cover band Al Vin Star.
- "Bishoonen Reunion"
  - Concerto della cartoon cover band Bishoonen.
- "Cantiamo insieme per il Meyer"
  - Concerto della cartoon cover band Banana Split, accompagnati da altri gruppi, in favore dell'Ospedale pediatrico Anna Meyer.
- "Capitan Harlock Universe"
  - Concerto dei Raggi Fotonici & Friends.
- "Cristina D'Avena 30 e poi…"
  - Concerto di Cristina D'Avena e Gem Boy.
- "Dal Visual K Night alla Metal Fusion"
  - Concerto dei Chronos e di Master K.
- "Final Fantasy Italian Project live Concert"
  - Concerto della band Final Fantasy Italian Project, specializzato nell'esecuzione di brani della colonna sonora della saga di videogiochi Final Fantasy.
- "Game Over"
  - Concerto della cartoon cover band Miwa e i suoi componenti.
- "Giorgio Vanni Live Show"
  - Concerto di Giorgio Vanni e del gruppo Figli di Goku.
- "J Pop Star Audition: il concorso"
  - Concorso per interpreti j-pop.
- "Teatro Comics: Concert de dessin per Hugo Pratt"
  - Spettacolo di Paolo Cossi e Jan Caberlotto.
- "Teatro Comics: Note disegnate"
  - Spettacolo del gruppo Dorian Gray e del fumettista Paolo Bacilieri.
- "Teatro Comics: Samurai from Japan"
  - Spettacolo del gruppo di artisti di spada Kamui e della cantante Mika Kobayashi.
- "Teatro Comics: Silvestri si racconta…"
  - Spettacolo di Daniele Silvestri.
- "Te lo do io il Fiorellino"
  - Concerto di Andrea Agresti e Clara Serina, accompagnati dalla. db. day's band.
- "Tokyo Dolores Pop & Crazy Adventure from Tokyo"
  - Spettacolo delle pole dancer Tokyo Dolores, accompagnate dal duo J-pop K-ble Jungle.

### Area Japan

#### Ospiti
- Yoshiyasu Tamura (autore di fumetti giapponese)
- Naoya Yamaguchi (fotografo di moda giapponese)

#### Mostre
- "L'arte di Yoshiyasu Tamura"
  - Mostra monografica su Yoshiyasu Tamura, presso il Japan Palace.
- "Gunpla Story"
  - Esposizione di alcune action figure "storiche" di Gundam, presso il Japan Palace.

### Area Movies

#### Ospiti
- Pif (autore, scrittore e iena televisiva)
- Paolo Ruffini (attore, conduttore televisivo e regista)

#### Proiezioni

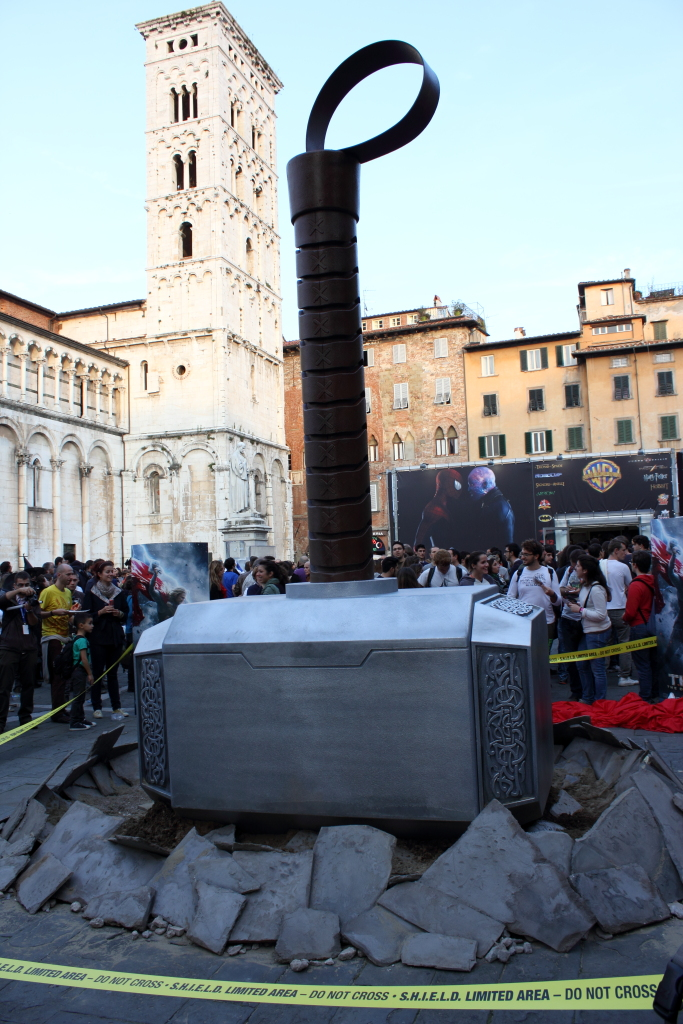
La riproduzione del martello di Thor in Piazza San Michele per promuovere l'anteprima del film Thor: The Dark World.

- Puella Magi Madoka Magica - Parte 2 - La storia infinita
- RIO 2096: A Story of Love and Fury
- Wolf Children - Ame e Yuki i bambini lupo
- Canti della forca
- My Little Pony - Equestria Girls
- Arrugas - Rughe
- L'arte della felicità
- Prisoners
- Machete Kills
- Il mio vicino Totoro
- Sharknado
- Ender's Game
- Thor: The Dark World
- X-Men le origini - Wolverine
- Wolverine - L'immortale
- Frankenstein Junior
- Godzilla (trailer)
- 300 - L'alba di un impero (trailer)
- The LEGO Movie (trailer)
- The Amazing Spider-Man (trailer)
- Need for Speed (trailer)
- Capitan Harlock (trailer)
- Frozen - Il regno di ghiaccio (trailer)
- Planes (trailer)
- Ever After High (trailer)
- Divergent (trailer)
- The Wolf of Wall Street (trailer)
- Un fantastico via vai (trailer)
- Stai lontana da me (trailer)
- La mafia uccide solo d’estate (trailer)
- Fuga di cervelli (trailer)
- Lo Hobbit - Un viaggio inaspettato (trailer)
- The Big Bang Theory (settima stagione) (alcuni episodi)
- Wakfu (alcuni episodi)
- Shin Getter Robot contro Neo Getter Robot (alcuni episodi)
- Sword Art Online (alcuni episodi)
- Mazinkaiser (alcuni episodi)
- Psycho-Pass (alcuni episodi)